# Grand Prix de Vinnytsia
Le Grand Prix de Vinnytsia est une course cycliste d'un jour disputée autour de Vinnytsia en Ukraine, et a été créée comme la continuité du Grand Prix de Donetsk. Elle fait partie du calendrier de l'UCI Europe Tour en catégorie 1.2. L'épreuve se déroule le même week-end que le Grand Prix ISD.

## Palmarès
| Année | Vainqueur     | Deuxième            | Troisième         |
| ----- | ------------- | ------------------- | ----------------- |
| 2015  | Vitaliy Buts  | Anatoliy Pakhtusov  | Andriy Khripta    |
| 2016  | Siarhei Papok | Nurbolat Kulimbetov | Yuriy Metlushenko |